# مايك كرايغ (لاعب هوكي الجليد)
مايك كرايغ هو لاعب هوكي الجليد كندي، ولد في 6 يونيو 1971 في لندن في كندا.

## وصلات خارجية
- مايك كرايغ (لاعب هوكي الجليد) على موقع دوري الهوكي الوطني (الإنجليزية)
- مايك كرايغ (لاعب هوكي الجليد) على موقع EliteProspects.com (الإنجليزية)
- مايك كرايغ (لاعب هوكي الجليد) على موقع HockeyDB.com (الإنجليزية)
- مايك كرايغ (لاعب هوكي الجليد) على موقع Hockey-Reference.com (الإنجليزية)